# Coelichneumon eversmanni
Coelichneumon eversmanni là một loài tò vò trong họ Ichneumonidae.